# Opération Carthage (Danemark)
Pour les articles homonymes, voir Opération Carthage.
Seconde Guerre mondiale
L'opération Carthage est un raid aérien britannique sur Copenhague, au Danemark, mené le 21 mars 1945 pendant la Seconde Guerre mondiale, qui causa d'importants dommages collatéraux. La cible du raid était le Shellhus, bâtiment utilisé comme quartier général de la Gestapo dans le centre-ville, utilisé pour le stockage des dossiers et les interrogatoires de citoyens danois qui y étaient également torturés. La résistance danoise demandait depuis longtemps aux Britanniques de mener un raid contre le site. L'objectif est atteint : le bâtiment est détruit, 18 prisonniers sont libérés et la lutte contre la résistance interrompue.
Une partie du raid est dirigée par erreur contre l'école voisine de l'Institut Jeanne d'Arc. Ce bombardement causa la mort de 125 civils (dont 86 écoliers et 18 adultes à l'école). Un raid similaire visant le quartier général de la Gestapo à Aarhus le 31 octobre 1944 s'était déroulé avec succès.

## Contexte

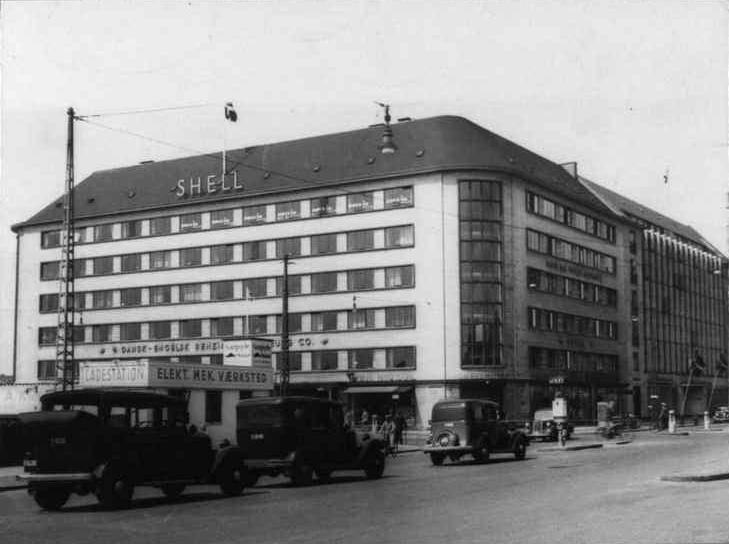
Shellhus avant le bombardement. Au moment de la mission britannique, il est peint en couleurs tendant à le rendre moins visible.

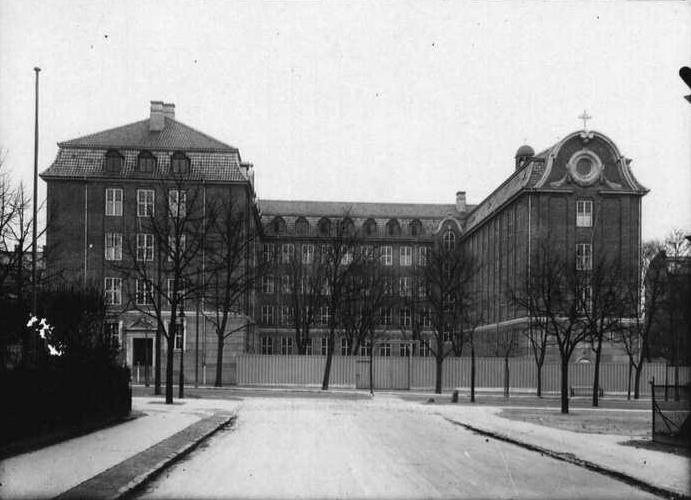
L'Institut Jeanne d'Arc, école catholique à Frederiksberg (Copenhague). Fondée en 1924, elle est bombardée accidentellement par la RAF le 21 mars 1945 et détruite.

Le raid est demandé par la Résistance danoise pour libérer ses membres emprisonnés et détruire les archives de la Gestapo, afin de perturber ses opérations. La RAF refuse initialement la mission, la considérant comme trop risquée, notamment en raison de l'emplacement du bâtiment dans un centre-ville surpeuplé et de la nécessité d'un bombardement à basse altitude. Elle ne sera approuvée qu'au début de 1945 après des demandes répétées. Une fois l'approbation donnée, la planification du raid prend plusieurs semaines ; des maquettes du bâtiment cible et de la ville environnante sont construites pour être utilisées par les pilotes et les navigateurs en vue d'une attaque à très basse altitude.

## Raid
La force d'attaque se compose de chasseurs-bombardiers De Havilland Mosquito FBVI du 140e escadre de la RAF, comprenant le 21e escadron de la RAF, le 464e escadron de la RAAF et le 487e escadron de la RNZAF. La mission s'effectue en trois vagues de six avions, avec deux Mosquito B.IV de reconnaissance de la Royal Air Force Film Production Unit (en) pour enregistrer les résultats et un court métrage de l'attaque. Trente chasseurs Mustang de la RAF assurent la protection des Mosquito contre les avions allemands et attaquent des canons anti-aériens pendant le raid.
Les avions décollent de la RAF Fersfield (en) le matin et atteignent Copenhague après 11 h 00. Le raid, mené à très basse altitude, rencontre un imprévu. Un Mosquito  heurte un pylône d'éclairage de 30 m de haut des voies de la gare d'Enghave  puis s'écrase sur une école catholique (l'Institut Jeanne d'Arc) dans le quartier de Frederiksberg, à environ 1,5 km de la cible, y mettant le feu. Plusieurs bombardiers de la deuxième et de la troisième vague, voyant le panache de fumée, attaquent par erreur l'école en la prenant pour leur cible.

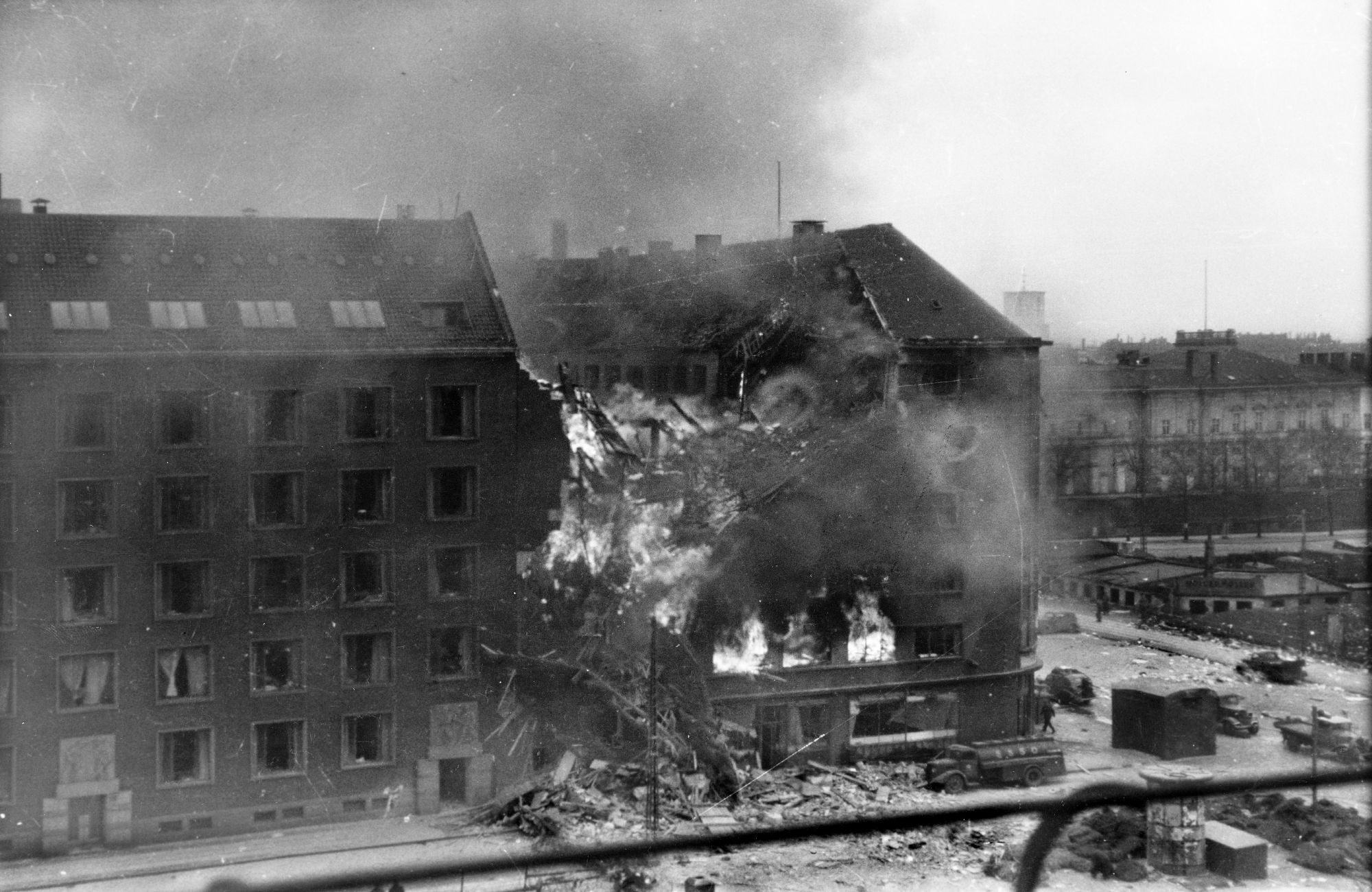
Shellhus brûlant après le bombardement.

## Résultats

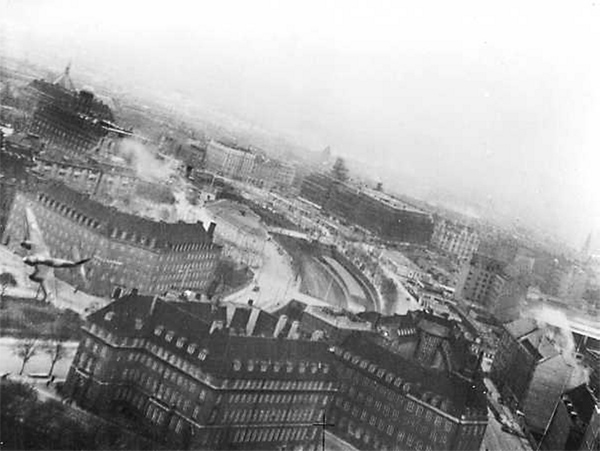
Le quartier général de la Gestapo au Shellhus, à Copenhague, en mars 1945 lors de l'opération Carthage. Un Mosquito s'éloignant de sa cible est visible près du bord gauche de l'image.

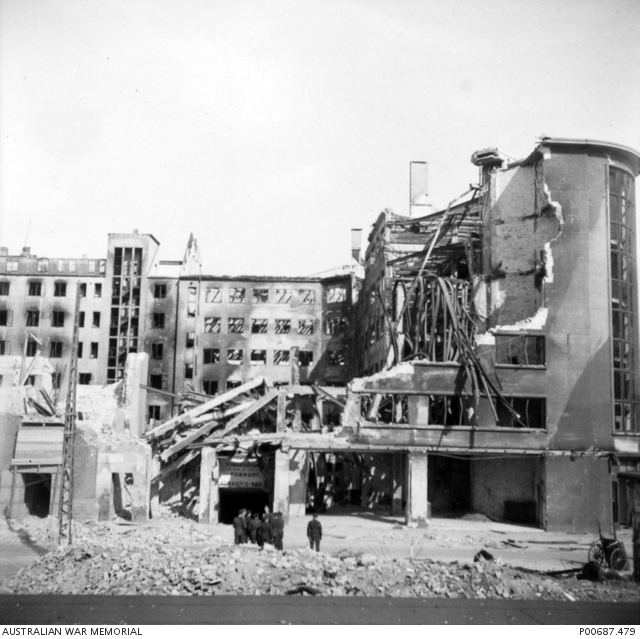
Ruines du QG de la Gestapo après le bombardement.

Le lendemain, un avion de reconnaissance inspecte la cible pour évaluer les résultats. Les dégâts sont importants, l'aile ouest du bâtiment de six étages étant rasée presque au niveau du sol. La résistance danoise fournit une photographie montrant le bâtiment brûlant de bout en bout.
Le raid a détruit le siège et les archives de la Gestapo, perturbant gravement les opérations de la Gestapo au Danemark et permettant l'évasion de 18 prisonniers. Cinquante-cinq soldats allemands, 47 employés danois de la Gestapo et huit prisonniers sont morts dans le bâtiment du quartier général. Côté  allié, quatre bombardiers Mosquito et deux chasseurs Mustang sont perdus et neuf aviateurs sont morts. À l'école Jeanne d'Arc, 86 écoliers et 18 enseignants et religieuses sont tués.
Le 14 juillet 1945, les restes d'un homme non identifié sont retrouvés dans les ruines du Shellhus et transférés au Département de médecine légale de l'université de Copenhague. Quatre jours plus tard, deux autres dépouilles sont retrouvées puis enterrées au cimetière de Bispebjerg les 4 et 21 septembre.

## Filmographie
Un documentaire en ligne comprend des images prises par la RAF et des entretiens avec les personnes impliquées.
L'opération Carthage est racontée dans le film de 2021 Et le ciel s'assombrit d'Ole Bornedal.

### Filmographie
- Et le ciel s'assombrit (VO : Skyggen i mit øje), film réalisé par Ole Bornedal dont le sujet est précisément l'opération Carthage, sorti le 28 octobre 2021 au Danemark et distribué internationalement le 9 mars 2022 par Netflix.